# Chrysops cuclux
Chrysops cuclux är en tvåvingeart som beskrevs av Whitney 1879. Chrysops cuclux ingår i släktet Chrysops och familjen bromsar. Inga underarter finns listade i Catalogue of Life.